# Lycodapus
Lycodapus is een geslacht van straalvinnige vissen uit de familie van puitalen (Zoarcidae).

## Soorten
- Lycodapus antarcticus Tomo, 1982
- Lycodapus australis Norman, 1937
- Lycodapus derjugini Andriashev, 1935
- Lycodapus dermatinus Gilbert, 1896
- Lycodapus endemoscotus Peden & Anderson, 1978
- Lycodapus fierasfer Gilbert, 1890
- Lycodapus leptus Peden & Anderson, 1981
- Lycodapus mandibularis Gilbert, 1915
- Lycodapus microchir Schmidt, 1950
- Lycodapus pachysoma Peden & Anderson, 1978
- Lycodapus parviceps Gilbert, 1896
- Lycodapus poecilus Peden & Anderson, 1981
- Lycodapus psarostomatus Peden & Anderson, 1981